# Gruppo 5
Il Gruppo 5 era una classificazione redatta dalla FIA per le competizioni automobilistiche che fu applicata a quattro diverse categorie durante gli anni che vanno dal 1966 al 1982.
In origine il regolamento di Gruppo 5 definiva la categoria delle Vetture Turismo Speciale (Special Touring Car), mentre dal 1970 al 1971 tale classificazione fu applicata alle Vetture Sport a tiratura limitata, con una cilindrata massima di 5.000 cm³. Questa categoria di vetture Sport fu ridefinita nel 1972 eliminando il numero minimo di esemplari prodotti e riducendo a 3.000 cm³ il limite per la cilindrata. A partire dal 1976 il Gruppo 5 definiva le Vetture di Produzione Speciale (Special Production Cars), una categoria di automobili da competizione di tipo Silhouette, basate su vetture omologate per la circolazione stradale.

## Storia

### La 1ª generazione: Special Touring Cars (1966-1969)

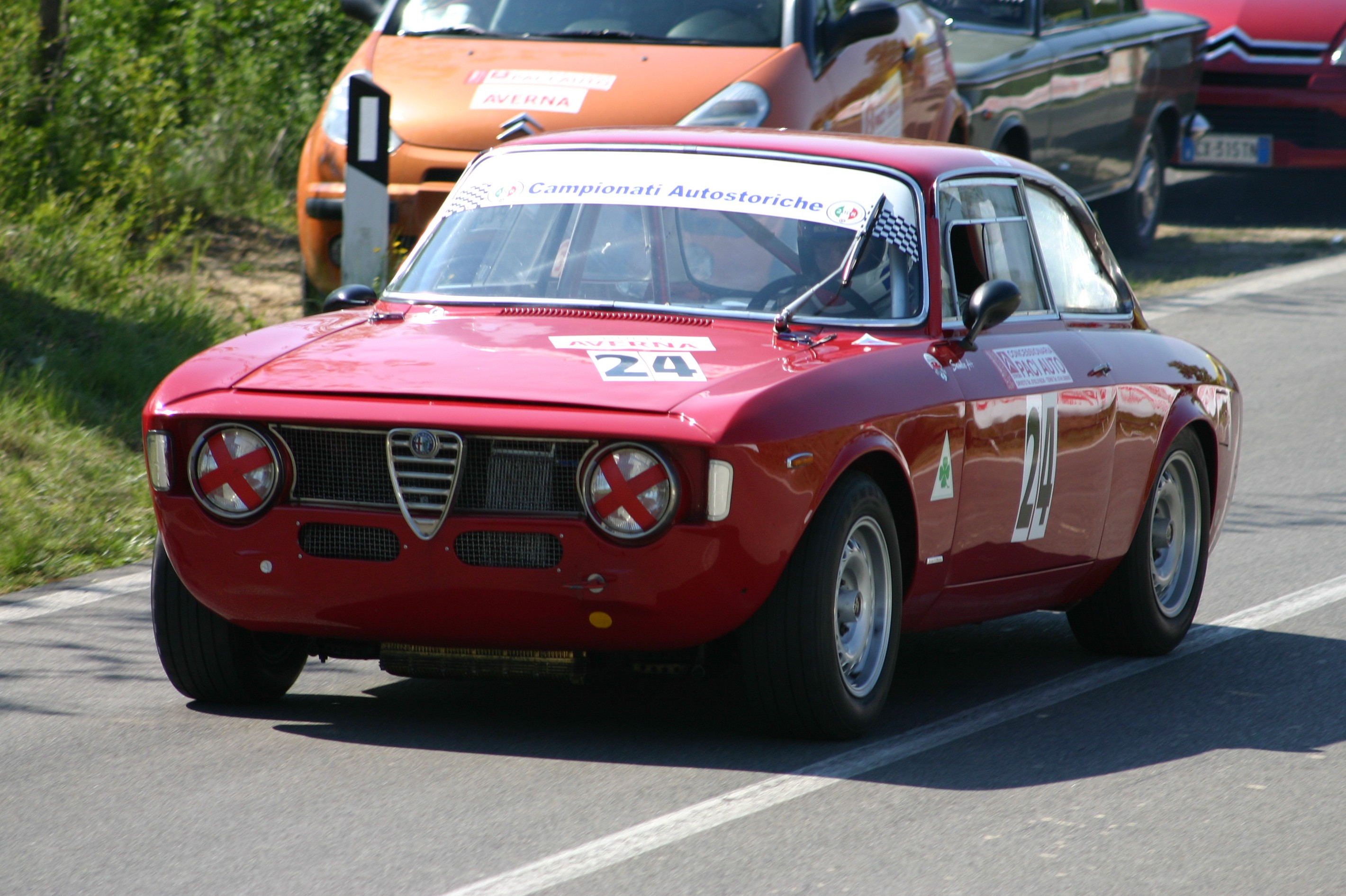
Un'Alfa Romeo GTA 1600

Nel 1966 la FIA introdusse una nuova categorizzazione per le automobili da competizione, includendovi una categoria per vetture turismo fortemente modificate. Il regolamento permetteva di apportare modifiche più estese di quelle permesse dai regolamenti per le Vetture Turismo di Gruppo 1 e di Gruppo 2. Il regolamento del Gruppo 5 fu adottato per il BTCC dal 1966 e per il Campionato Europeo Turismo dal 1968. La categoria "Special Touring Cars" fu interrotta dopo la stagione 1969.

### La 2ª generazione: Sports Cars (1970-1971)

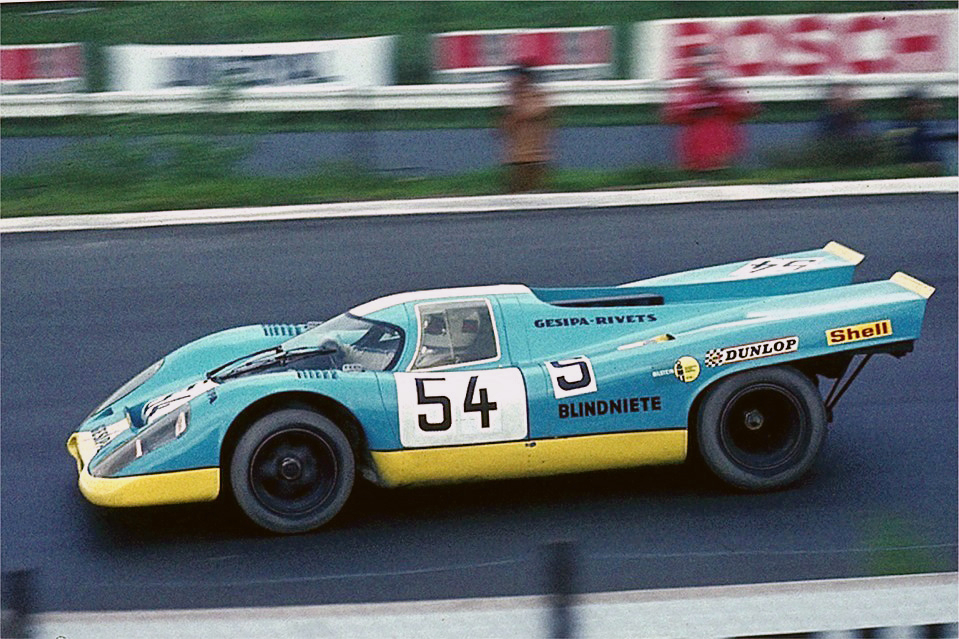
Una Porsche 917 durante il Campionato Internazionale Marche 1970

Per la stagione 1970, la FIA ridefinì il Gruppo 5 riservandolo alle Vetture Sport precedentemente incluse nel Gruppo 4. Il numero minimo di esemplari prodotti rimase a 25 così come il limite di 5 litri alla cilindrata che caratterizzava il vecchio Gruppo 4. Le Vetture Sport parteciparono al Campionato Internazionale Marche organizzato dalla FIA nel 1969 (nel Gruppo 4), 1970 e 1971 (nel Gruppo 5), a fianco degli Sportprototipi del Gruppo 6. Durante il 1970 la FIA decise di rimpiazzare la categoria delle Vetture Sport Gruppo 5, al momento ancora vigente, alla fine della stagione agonistica 1971, senza rinnovare la validità del regolamento oltre il termine prestabilito.
Nel 1970 notizia del cambio regolamentare fu un fulmine a ciel sereno: a questo punto le grosse e potenti Porsche 917 e Ferrari 512S non avrebbero più avuto un futuro agonistico. A sorpresa, la Ferrari reagì sospendendo ogni attività di sviluppo e supporto alla 512 per poter concentrare tutti i suoi sforzi per preparare la stagione 1972 con un prototipo spinto da un motore di 3 litri, la Ferrari 312PB. Molte 512 furono ancora portate in pista dai team privati e la maggior parte di esse furono convertite alla specifica "M". Questo repentino cambio di regolamenti ebbe l'effetto di far crollare la popolarità di questa specialità, che non si riprese fino al decennio successivo, con l'arrivo delle vetture del Gruppo C, che subirono la stessa sorte quando nel 1993 furono penalizzate a vantaggio degli sportprototipi dotati di motori 3.5 litri "aspirati" di derivazione Formula 1. Un "ricorso" storico.

### La 3ª generazione: Sports Cars (1972-1975)

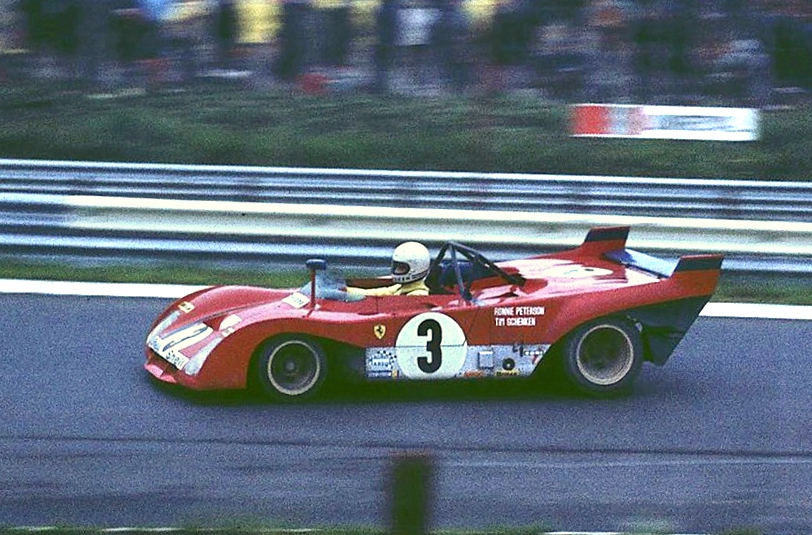
Una Ferrari 312 PB in una gara del Campionato Mondiale Marche 1972

Per la stagione 1972 la FIA classificò come Gruppo 5 quello che era conosciuto fino ad allora come Sport Prototipi di Gruppo 6 (Group 6 Prototype Sports Cars). A questo punto le vetture di Gruppo 5 avevano la cilindrata limitata a 3 litri, il peso minimo elevato a 650 kg e fu rimosso il numero minimo di esemplari da produrre, il tutto allo scopo di farne la classe regina delle competizioni del Campionato mondiale Marche dal 1972 al 1975.
L'innalzamento del peso minimo regolamentare fece sì che le semplificate, agili e leggerissime - sebbene meno potenti - Porsche 908 (la cui ultima versione, impiegata dalla squadra ufficiale nel biennio 1970-1971 e denominata 908/03, era stata alleggerita fino a scendere ad un peso di soli 500 kg) perdessero molta della loro competitività rispetto alle più complesse, pesanti e potenti Matra, Ferrari e Alfa Romeo, dovendo installare oltre un quintale di zavorra per poterlo rispettare.

### La 4ª generazione: Special Production Cars (1976-1982)
Per la stagione 1976 la FIA introdusse un nuovo Gruppo 5, riservato alle Vetture di Produzione Speciale, permettendo profonde modifiche ad automobili di normale produzione già omologate per i Gruppi da 1 a 4 della FIA. Queste vetture competevano per il Campionato Mondiale Marche dal 1976 al 1980 e per il Mondiale Endurance nel 1981 e 1982.

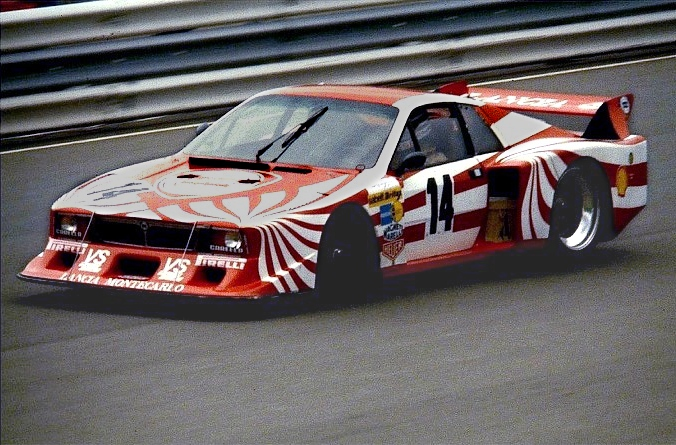
La Lancia Beta Montecarlo Turbo in gara nel 1980

Le regole FIA imponevano una larghezza limite, pertanto le automobili venivano costruite rispettando la larghezza originale della carrozzeria, ma applicandovi enormi parafanghi allargati, per usufruire di carreggiate allargate e pneumatici dall'enorme impronta a terra. Il regolamento non imponeva limiti alla modifica dei parafanghi, che era completamente libera, e da una successiva e più attenta lettura di esso i tecnici Porsche scoprirono una falla nella mancanza di specifiche per l'altezza dei fari anteriori: dopo aver portato in gara la loro 935 con i fari di serie, dopo qualche mese realizzarono la nuova versione dotata di parafanghi completamente ridisegnati che consentirono ai progettisti di abbassare l'altezza del muso della vettura, con un'aerodimanica nettamente migliore: i fari rimossi dalla loro posizione originale furono ricollocati sotto al paraurti, radenti al suolo.
Dopo il 1982 tale categoria fu esclusa dal mondiale, sostituita dal Gruppo B, ma queste vetture continuarono a gareggiare nel JSPC, nell'IMSA GTX e in altri campionati nazionali per pochi altri anni. L'unica competizione che ha visto protagoniste le vetture di Gruppo 5 al di fuori degli autodromi è stato il rally denominato Giro automobilistico d'Italia, negli anni settanta.
La categoria è stata molto spesso associata a vetture con passaruota allargati e carrozzerie stravaganti. In Giappone tale caratterizzazione estetica è diffusa tra i piloti bōsōzoku.

## Vetture del Gruppo 5
Le vetture omologate dalla FIA nel Gruppo 5 comprendevano le seguenti:

### 1ª generazione
- Abarth 1000 TC
- Alfa Romeo 1600 GTA
- BMW 2002
- Ford Escort Twin Cam
- Mercedes Benz 300SEL
- Porsche 911

### 2ª generazione
- Ferrari 512S e M
- Ford GT40 Mk I
- Lola T70
- Porsche 917

### 3ª generazione
- Ferrari 312 PB
- Matra-Simca MS670
- Mirage M6
- Alfa Romeo T33TT/12
- Renault Alpine A442

### 4ª generazione
- Alfa Romeo Alfetta GT
- BMW 320i
- BMW 3.0 CSL
- BMW M1[5]
- Lancia Stratos Turbo[6]
- Ferrari 512BB LM
- Ford Capri[7]
- Ford Escort
- Lancia Beta Montecarlo Turbo
- Zakspeed Lotus Europa Gr.5
- Mazda RX-7 SA22
- Nissan Skyline RS Silhouette Formula
- Nissan Nichira Impul Silvia
- Nissan Bluebird SSS Turbo
- Porsche 935 e le sue varianti 935-77, 935-78
- Toyota Celica Turbo A22 (1ª generazione)
- Toyota Celica Turbo A45 (2ª generazione)

## Campionati a cui le Gruppo 5 hanno partecipato

### 1ª generazione
- Campionato Europeo Turismo (dal 1968 al 1969)
- BTCC (dal 1966 al 1969)

### 2ª generazione
- Campionato internazionale Marche (dal 1970 al 1971)
- Interserie

### 3ª generazione
- Campionato mondiale Marche (dal 1972 al 1975)

### 4ª generazione
- Campionato mondiale Marche (dal 1976 al 1980)
- Campionato mondiale Endurance (dal 1981 al 1982)
- Deutsche Rennsport Meisterschaft
- IMSA GTX
- All Japan Sports Prototype Championship
- Formula Silhouette - parte del campionato Fuji Grand Championship